# Georges Zbyszewski
Georges Zbyszewski (Gatchina (Га́тчина), Rússia, 22 de Outubro de 1909 — Lisboa, 1 de Março de 1999) foi um geólogo, paleontólogo e arqueólogo que se notabilizou pelos seus estudos sobre a geologia de Portugal. Nascido no Império Russo, naturalizado francês, formou-se na Universidade de Sorbonne, em Paris, tendo iniciado em 1935 estudos sobre a geologia e a paleontologia de Portugal. Acabou por se fixar em Lisboa, trabalhando como funcionário do museu do Instituto Geológico e Mineiro, do qual se reformou em 1979. Publicou diversas cartas geológicas e importantes estudos sobre a paleontologia do território português, incluindo uma obra seminal sobre os fósseis de dinossauros encontrados em Portugal.

## Biografia
Nascido no Império Russo, filho de pai polaco, oficial do Exército Imperial Russo, e de mãe russa, cresceu em Paris, onde a família se refugiara após a Revolução Russa e adoptara a nacionalidade francesa. Na Universidade de Sorbonne completou em 1931 uma licenciatura em Ciências Naturais.
Iniciou a sua carreira como assistente de Jacques Bourcart (1891—1965) no Laboratório de Geografia Física e de Geologia Dinâmica da Sorbonne e foi a conselho daquele professor que em 1935 visitou Portugal para estudar os terrenos quaternários do litoral português com o intuito de elaborar a sua tese de doutoramento.
Acabou por se estabelecer em Portugal, país que percorreu elaborando estudos e fazendo importantes descobertas ligadas às áreas da paleontologia, da geologia e da arqueologia. Contribuiu para a elaboração de cartas geológicas e publicou cerca de 290 artigos científicos e algumas monografias.
Em co-autoria com  Albert-Félix de Lapparent, publicou em 1957 a obra Les dinosauriens du Portugal, um trabalho seminal sobre os dinossauros que habitaram o oeste da Península Ibérica. Trabalhou durante cerca de 40 anos para o Museu do Instituto Geológico e Mineiro, de onde se aposentou em 1979.
Os fósseis e artefactos por ele colhidos pode ser visitados no Museu Geológico. A biblioteca e apontamentos foram enquadrados na Coleção Zbyszewski no Museu da Lourinhã. 